# Halcurias
Halcurias is een geslacht van zeeanemonen uit de klasse van de Anthozoa (bloemdieren).

## Soorten
- Halcurias capensis Carlgren, 1928
- Halcurias carlgreni McMurrich, 1901
- Halcurias endocoelactis Stephenson, 1918
- Halcurias mcmurrichi Uchida, 2004
- Halcurias minimus Carlgren, 1928
- Halcurias pilatus McMurrich, 1893
- Halcurias sudanensis Riemann-Zürneck, 1983